# 松平信清
松平 信清（まつだいら のぶきよ）は、上野吉井藩の初代藩主。鷹司松平家3代。

## 生涯
旗本松平信政の長男。元禄4年12月5日（1692年1月22日）、7000石の家督を継ぐ。元禄12年（1699年）3月28日、将軍徳川綱吉に拝謁する。元禄16年12月21日（1704年1月27日）、従四位下・侍従・越前守に叙任する。宝永6年（1709年）、多胡郡など3000石を加増されて合計1万石を領する大名となる。1万石の小大名でありながら、徳川将軍家御台所の縁者であり、鷹司家と紀州徳川家の血筋を引く家であることから、徳川家一門ならびに国主格の待遇を受けた。さらに江戸城内では御三家、加賀前田家と同格の大廊下（下之間）の格式を幕末まで受けることになる。享保9年（1724年）5月19日に36歳で死去し、跡を長男の信友が継いだ。

## 系譜
父母
- 松平信政（父）
- 大姫 - 森長継の娘（母）

正室
- 津軽信寿の娘

子女
- 松平信友（長男）
- 潔姫 - 伊達村信婚約者